# Nyctophilus bifax
Nyctophilus bifax es una especie de murciélago de la familia Vespertilionidae.

## Distribución geográfica
Se encuentra en Australia, Papúa Nueva Guinea e Indonesia.